# 일차 알코올의 카복실산으로의 산화
일차 알코올의 카복실산으로의 산화(영어: oxidation of primary alcohols to carboxylic acids)는 유기화학에서 중요한 산화 반응이다.
일차 알코올이 카복실산으로 전환될 때, 말단 탄소 원자는 산화 상태가 4만큼 증가된다. 다른 산화에 민감한 작용기를 가지고 있는 복잡한 유기 분자에서 이러한 반응을 수행할 수 있는 산화제는 상당한 선택성을 가지고 있어야 한다. 가장 일반적인 산화제로는 과망가니즈산 칼륨(KMnO4) 존스 시약, 다이메틸폼아마이드 하에서 피리디늄 클로로크로메이트, 헤인스 산화, 사산화 루테늄(RuO4), TEMPO가 있다.
|  |

## 같이 보기
- 알코올
- 카복실산

## 더 읽을거리
- Marcos Fernández; Gabriel Tojo (2006). 《Oxidation of Primary Alcohols to Carboxylic Acids: A Guide to Current Common Practice (Basic Reactions in Organic Synthesis)》. Berlin: Springer. ISBN 0-387-35431-X.